# Деркачі (Хмельницький район)
Деркачі́ — село в Україні, у Миролюбненській сільській громаді Хмельницького району Хмельницької області.

## Географія
Розташоване на річці Іква. Населення становить 365 осіб.
До 2020 орган місцевого самоврядування — Немиринецька сільська рада

## Історія

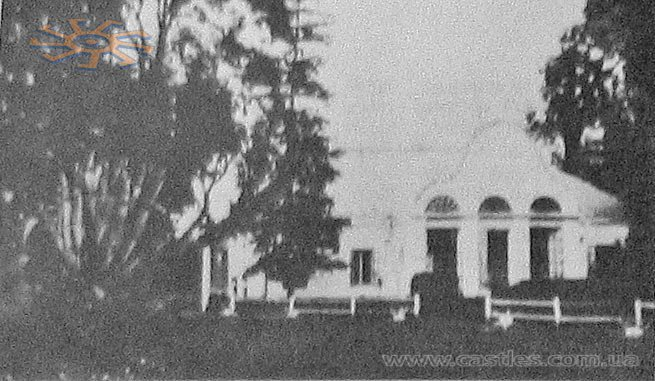
Палац в Деркачах. Фото близько 1914 р. З книги Романа Афтаназі «Dzieje rezydencji na dawnych kresach Rzeczypospolitej», т. 5.

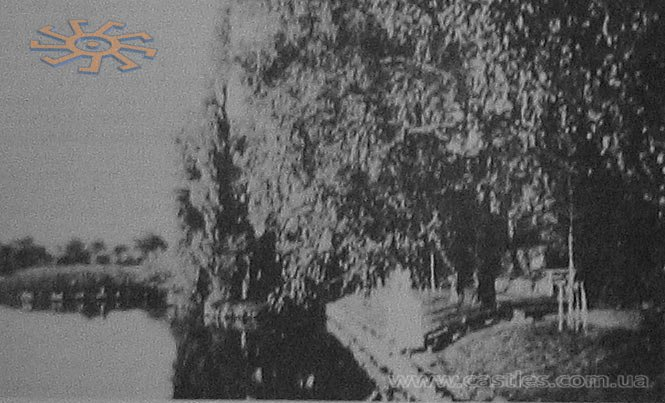
Парк в Деркачах колись

Історія Перша згадка датується 1601 р. Перше поселення було розташоване на заболоченій місцевості. Від назви болотного птаха деркача і походить назва села.
Деркачі над Іквою можуть перетягувати на свій бік і Волинь, і Поділля — вважайте, село лежить на кордоні цих етнографічних областей. З 1753 р. село належало князю Станіславу Любомирському і його дружині Ельжбеті з Чарторийських. Наприкінці XVIII ст. Деркачі і Самчичі купив граф, учасник Барської конфедерації Лукаш Віктор Якса-Ротаріуш (Lukasz Wiktor Jaxa-Rotharyusz, помер в 1793 р.) гербу Гриф, нащадок лотаринзького лицаря де Ротара, котрий бився за хрестоносців і у XV ст. потрапив до поляків в полон. Там і осів. Полоненим він перебував у польського лицаря Якси, з яким затоваришував і навіть одружився з його донькою. Але це все справи давні — і Деркачів майже не стосуються.
Напевно, саме Лукаш Віктор на початку 1790-х років збудував у селі невеликий двір і оточив його прегарним парком. Відомо лише одне фото цього палацику. У будівлі містився великий вхідний зал та дев'ять кімнат. У холі на стіні висіли олійні портрети в сарматському стилі предків власника — у повний зріст, у старопольських шатах. Веранда слугувала їдальнею й одночасно зимовим садом, тут було безліч екзотичних рослин, серед яких й велетенські агави. Біля їдальні знаходився салон. Крім портретів в Деркачах зберігалися інші сімейні цінності, кілька творів мистецтва та антикварні меблі.
Ліворуч від двору піднімалися стіни нового палацу. Почав його будувати Йоан Ротаріуш (1835—1917), останній власник садиби, та так і не закінчив. Стояло лише ліве крило, яке пізніше перетворили на оранжерею.
Двір зусібіч був оточений парком з XVIII ст. та стояв на півострові — навколо плескалися води Ікви та ставу. В парку було безліч алей, стежок, що бігли до води, містків, перекинутих через канали, скульптур, підстрижених зелених огорож, штучних гротів, ваз на постаментах. Ставом плавав чималий човен з грифон на носі. Веслярів, місцевих хлопців, одягали в морську форму.
Що сталося з двором після Першої світової — невідомо.

Уривок із книги «Стара Волинь і Волинське Полісся т. 1» Цинкаловського О. про Деркачі:

ДЕРКАЧІ, с, Старокост. пов., Сковородинська вол., 20 км від Ст.-Костянтинова. Село положене в місцевості низькій і заболоченій, 20 км від Старо-Костянтинова. В 1887 р. було там 138 домів і 688 жителів, церква дере в'яна з 1860 р. на місці старої. Село положене над вели ким ставом. Колись Д. входили до Ординації (управа, за конна спадщина з застереженням, що маєток і користування з нього має тільки старший син, або найближчий кревняк). Від 1753 р., від т. зв. Кульбушівської угоди Д. переходить до Любомирських, пізніше Живуських, а по польському повстанні добра набуті Ф. Бодгариєм. Колись там над великим ставом, який творить р. Іква, був палац на острові, англійський парк і теплярні. За переписом 1911 р. в Д. було 792 жителів, одноклясова школа і 1 крамниця. До великої зем. власности І. Ротариуса належало 648 дес.

## Церква
Церква святої Великомучениці Параскеви, за даними Теодоровича, була збудована у 1860 році на кошти прихожан. Вона була дерев'яною, на кам'яному фундаменті. Такою ж була і дзвіниця. Церква мала хрестоподібне планування та була однокупольна. Покрита жерстю, яка, своєю чергою, була пофарбована мідянкою. Копії метричних книг зберігались з 1775 року, а ісповідних відомостей з 1823 року. Празник святкували 28 жовтня. Для просфорні слугував невеличкий будиночок, котрий був побудований прихожанами. Церква була приписана до попереднього приходу в селі Самчинці, що знаходилось за чотири версти.

## Розповіді жителів
Старожили розповідають, що у сиву давнину, коли землі потерпали від набігів татарських орд, саме ця заболочена місцевість і не раз дала змогу врятувати людей від ненависного ворога. Пробратись у село через болота, трясовини не кожному було під силу. Та ще й птахи деркачі нападали на чужинців: били крильми, клювали за очі. Татари часто жалілись: «Не пройдемо, там одні деркачі, деркачі, деркачі!»
(Розповів Кревогубець Дем'ян Арламович 1924 р. н., який знає цю легенду зі слів  своєї мами Кревогубець Ганни Тодосівни 1904 р. н. Записали Данелюк Дмитро, Олійник Любов)

## Відомі люди
- Бідасюк Прокіп Якович — український майстер художньої кераміки, представник межигірської школи кераміки. Народився в Деркачах 14 березня 1895 року[1].
- Флерко Микола Олексійович (1978—2015) — «Кіборг»[2].